# Armée arabe syrienne
Ne doit pas être confondu avec Armée syrienne.
 (décembre 2024).
Si vous disposez d'ouvrages ou d'articles de référence ou si vous connaissez des sites web de qualité traitant du thème abordé ici, merci de compléter l'article en donnant les références utiles à sa vérifiabilité et en les liant à la section « Notes et références ».
L'armée arabe syrienne était l'ensemble des forces militaires terrestres sous la République arabe syrienne de Bachar el-Assad, en tant qu'une des quatre branches des Forces armées arabes syriennes. En 2024, elle disposait d'environ 160 000 hommes.

## Historique

### Régime Assad

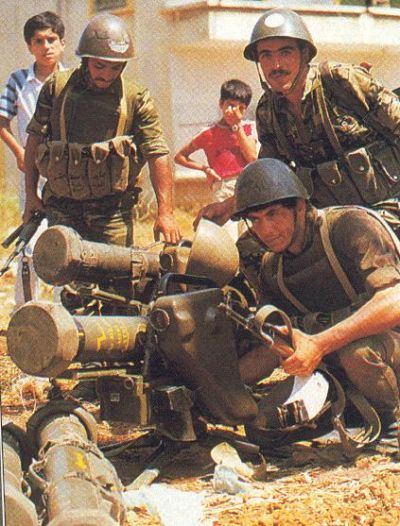
Équipe anti-char de l'armée syrienne armée de missiles Milan durant la guerre du Liban en 1982.

Elle participa au conflit israélo-arabe jusqu'à la Première guerre du Liban de 1982. Elle s'engagea fortement dans la guerre civile libanaise de 1975 à 1990 au côté du Hezbollah et du Mouvement national libanais.
En 1970, le ministre de la défense Hafez el-Assad utilise l'armée pour organiser un coup d'État et prendre le pouvoir.
Sous son règne, les forces de sécurité sont fortement renforcées et elles deviennent la pierre angulaire du régime syrien, garantissant sa survie et sa légitimité. L'armée est ainsi fortement mobilisée pour lutter contre les éléments anti-régime internes, comme les frères musulmans.
En février 1982, 12 000 soldats de l'armée syrienne sous les ordres d'Hafez el-Assad pénètrent dans la ville de Hama et écrasent définitivement l'insurrection des Frères musulmans (Massacre de Hama). L'estimation du nombre de victimes de la répression se situe entre 7 et 35 000.
Le corps expéditionnaire syrien durant la deuxième guerre du Golfe envoyé pour libérer le Koweït entre 1990 et 1991 compta 21 000 hommes.

### Guerre civile syrienne
Avant le soulèvement, les troupes régulières de l'armée syrienne comptaient environ 325 000 hommes, dont 220 000 dans l'Armée de terre et le reste réparti entre la marine, l'armée de l'air et la défense aérienne. À ces effectifs venaient s'ajouter 280 000 à 300 000 réservistes.
À partir du 27 mars 2011, jugeant inefficace la gestion de la crise par les forces de l'ordre, l'armée syrienne est engagée par Bachar el-Assad dans ce qui va devenir la guerre civile syrienne qui s'inscrit dans le contexte des protestations populaires dans les pays arabes. Selon un bilan de l'OSDH, cette répression a fait jusqu’en mars 2012 plus de 8 500 victimes pour la plupart des civils victimes des bombardements de quartiers résidentiels ou de tirs de snipers durant des manifestations populaires contre le régime de Bachar el Assad. Cette répression a été qualifiée de génocide par le ministre qatarien des Affaires étrangères.
Dès le mois de juin 2011, des défections sont signalées. En juillet 2012, l'Observatoire syrien des droits de l'homme estimait que des dizaines de milliers de soldats avaient déserté. Selon des experts occidentaux, ces défections, bien que dommageables pour le moral, n'avaient pas altéré la force de frappe de l'armée syrienne, la plupart des déserteurs étant issus de la communauté sunnite, dont les membres n'ont jamais occupé de poste de responsabilité dans le dispositif.
Le 16 novembre 2011, les autorités grecques affirment qu'elles avaient intercepté une livraison de 14 000 combinaisons NBC d'un cargo de la Corée du Nord à destination de l'armée syrienne en 2009.
Le 15 août 2012, une commission d'enquête mandatée par l'ONU accuse les forces gouvernementales syriennes et leur milice des Chabbiha de crimes contre l'humanité.
Dès 2013, l'armée syrienne est affaiblie par de très lourdes pertes. Les unités d'élite sont décimées et des troupes sunnites sont maintenues en garnison dans les casernes de peur qu'elles ne passent à la rébellion. Les officiers se muent en seigneurs de guerre vivant du racket et des trafics. Progressivement, l'armée syrienne est supplantée par des milices et des troupes étrangères alliées.
En mars 2013, selon l'International Institute for Strategic Studies (IISS) de Londres, l'effectif régulier de l'Armée de terre syrienne était tombé à 110 000, en raison des défections, des désertions et des victimes. Le gouvernement ne peut alors réellement compter que sur les contingents alaouites : les Forces spéciales, la Garde républicaine et deux divisions d'élite (3e et 4e divisions), soit 50 000 hommes au total. De son côté, L'Institut pour l'étude de la guerre estime dans un rapport publié le 15 décembre 2014, que les forces de l'armée syrienne sont passées de 325 000 hommes au début du conflit à 150 000 hommes au début de l'année 2015.
En mars 2013, un rapport de l'IISS de Londres « estime les désertions réduisent l'armée à 50 000 militaires loyaux au régime, alors qu'ils étaient 220 000 il y a deux ans ».
Selon Le Monde, en 2016 les Russes engagent un programme d’entraînement intensif de l'armée syrienne avec notamment la présence d’instructeurs militaires. Au début de l'intervention, ils évaluent à 25 000, sur un total de 130 000 hommes, le nombre des soldats en mesure de combattre de façon satisfaisante. Après la mort de 34 soldats turcs en Syrie, plusieurs véhicules blindés de l’armée de terre syrienne ont été détruits par des drones TB2 équipés de missiles.
En 2024, avec le commencement de l'offensive rebelle au nord de la Syrie, l'armée s’effondre totalement et est incapable d’empêcher la prise de la capitale Damas le 8 décembre 2024, précipitant la chute du régime syrien.
Après la chute du régime, des membres de la communauté alaouite, dont d'anciens soldats, sont victimes d'exactions de la part des troupes de Hayat Tahrir al-Cham. Certains sont interrogés, accusés d'être membres du régime, et tabassés. Certains, principalement des officiers, sont victimes d'exécutions extrajudiciaires. Une dizaine de morts est à déplorer. De même, une dizaine sont morts en détention, tandis que d'autres ont été emprisonnés alors qu'ils ont remis leurs armes au nouveau régime.

## Structure
Pendant la guerre civile commencée en 2011, d’importantes unités de l'armée ont été décimées quand elles n'ont pas rejoint les rebelles. Un intense programme de réorganisation des forces terrestres a été initié par les russes et les iraniens. A cette fin, l'armée de terre syrienne est composée en 2022 des éléments suivants :
- Garde républicaine

Insigne de la garde républicaine syrienne.

Formée en 1976, pour contrer des attaques lancées par les groupes palestiniens sur la Syrie, la garde républicaine est chargée de protéger la capitale Damas et les hauts fonctionnaires du gouvernement syrien de toutes menaces. Formant une division blindée légère, elle est la seule unité militaire syrienne à y être autorisée. Beaucoup de membres de la famille el-Assad y ont servi. Bachar el-Assad y a été colonel, et eut le commandement d'une brigade. Son plus jeune frère, Maher, est également colonel dans la garde républicaine. La garde républicaine a mené beaucoup d'actions contre des groupes islamistes ces dernières années. Comme les autres unités d'élite de l'armée, la garde républicaine a été décimée dans les combats contre les forces rebelles lors de la guerre civile syrienne.
- 4e division blindée
- 25e Division des forces spéciales
- 16e brigade de soutien

### 1erCorps(Damas)
- Cinquième Division mécanisée
- 6e division blindée
- 7ème Division mécanisée
- 9e division blindée
- 15e Division des forces spéciales

### 2eCorps
- 1ère division blindée
- 2e division blindée
- 10e Division mécanisée
- 14e Division des forces spéciales

### 3eCorps
- 3e division blindée
- 8e division blindée
- 11e division blindée
- 17e division de réserve
- 18e division blindée
- Garde-frontières

### 5eCorpsd'assaut
- 1ère brigade d'assaut
- 2e brigade
- 3e brigade d'assaut
- 4e brigade d'assaut
- 5e brigade d'assaut
- 6e brigade d'assaut
- 7e brigade d'assaut
- 8e brigade d'assaut
- Brigade Al-Qods
- 103e et 148e brigades d'artillerie

## Équipement syrien

### Chars de combat

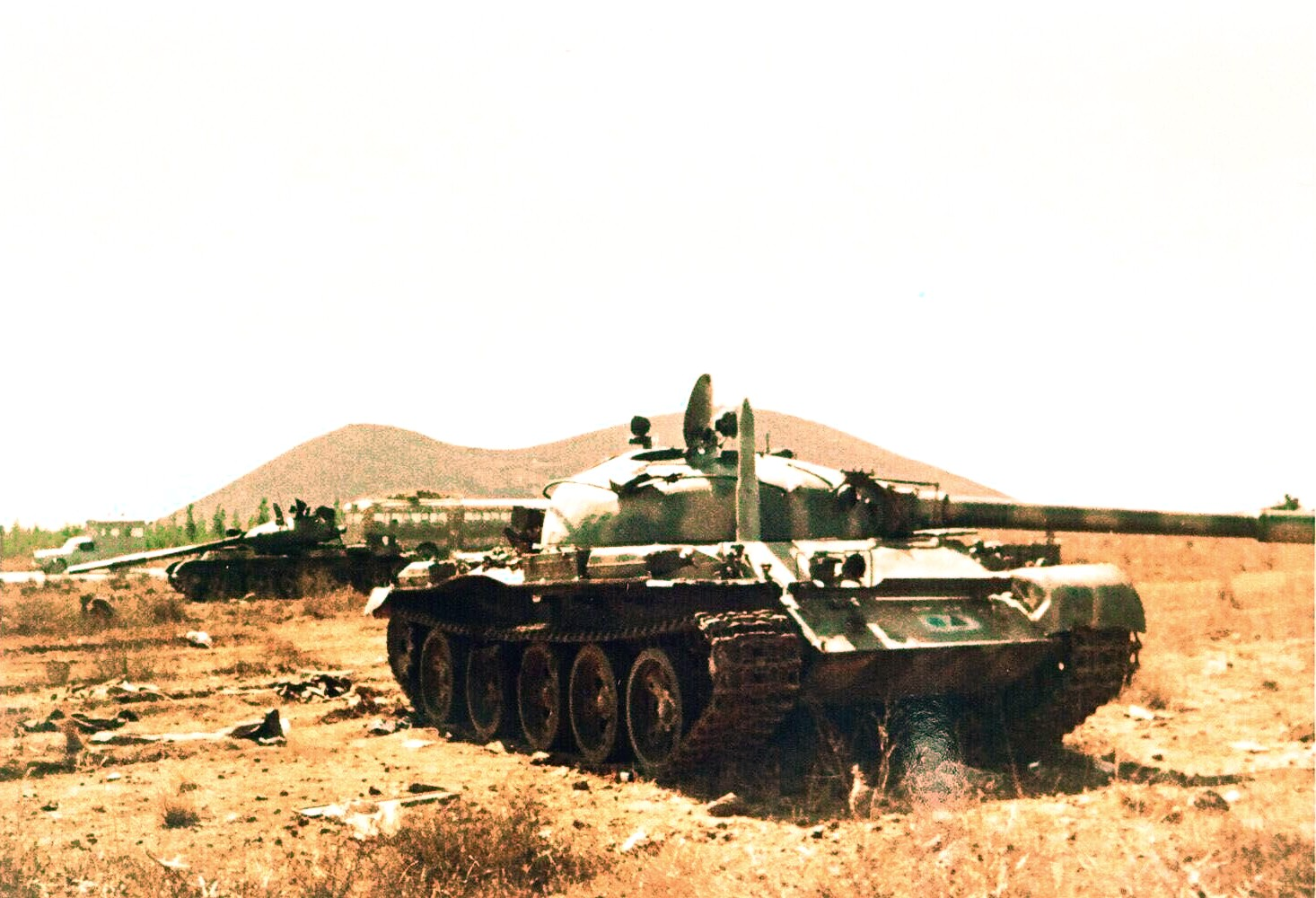
T-62 syriens hors de combat sur les hauteurs du Golan lors de la guerre du Kippour.

40 T-90,122 T-72M, 1 478 T-72, 1 800 T-62M/K, > 2 000 T-54/T-55.

### Véhicules blindés

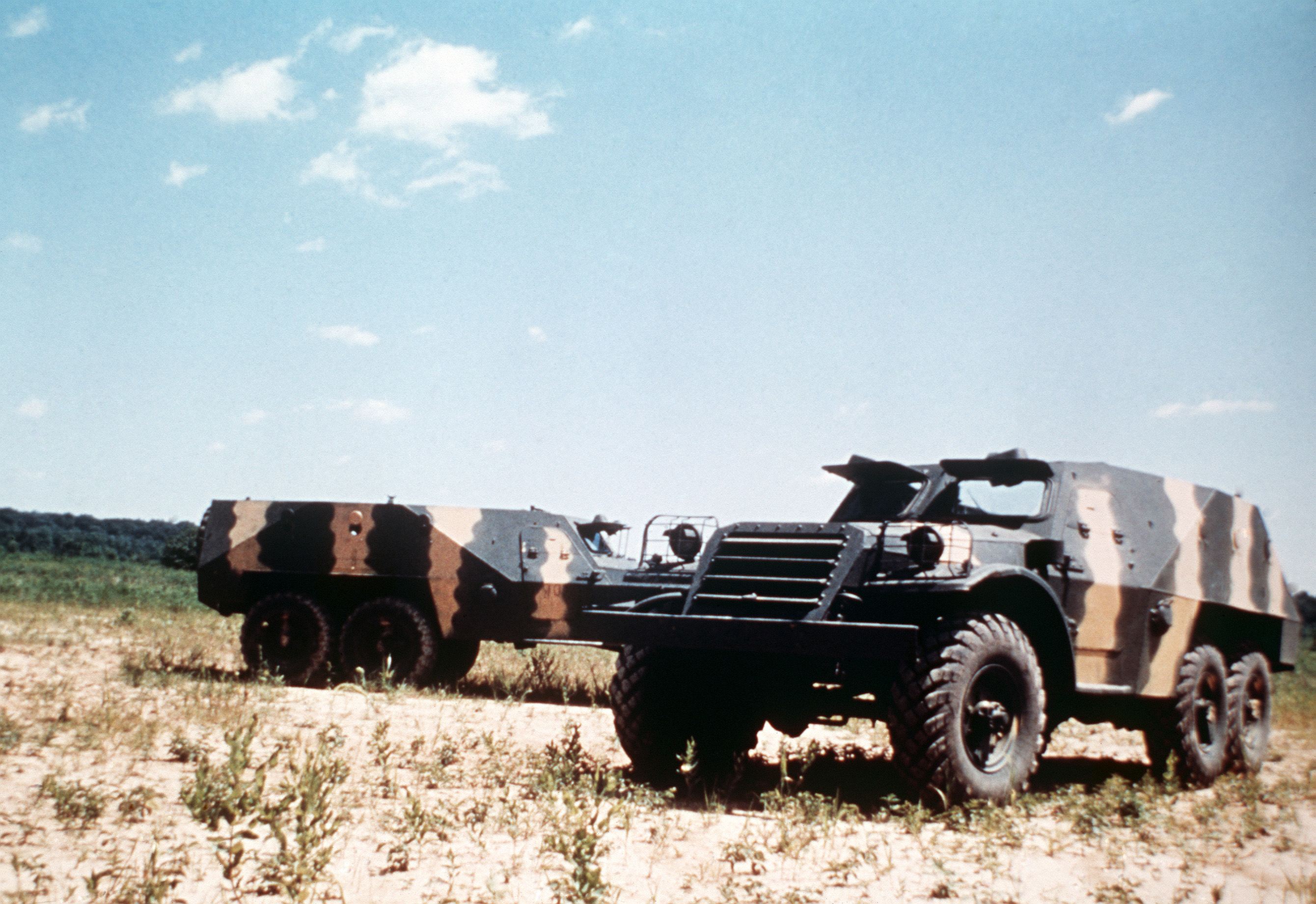
Deux véhicules blindés BTR-152V2.

- de Combat d'Infanterie : 2 100 BMP-1, 100 BMP-2 et 300 BMP-3 modifiés
- de Transport de Troupes : > 1 500 BTR-40/50/60/152 et OT-64. (Plusieurs détruits par des drones TB2)[12]
- de Reconnaissance : 600 B5-B

### Artillerie
- Automotrice : 380 2S1 de 122 mm, 50 2S3 de 152 mm.
- Tractée : 600 D-30 de 122 mm, 600 M-46 de 130 mm, 20 M-55 de 152 mm, S-23 de 180 mm.

### Canons de défense anti-aérienne
400 ZSU-23-4, 675 S-60 de 57 mm, 650 ZSU-23-2 de 23 mm, 300 M-1939 de 37 mm, 25 KS-19 de 100 mm.

### Missiles
- Antichars guidés : 3500 AT-3 Sagger, 350 AT-4 Spigot, AT-5 Spandrel, AT-7 Saxhorn, 2000 AT-10 Stabber, AT-14 Kornet, Milan.
- Défense antiaérienne : SA-7 Grail, SA-9 Gaskin, SA-13 Gopher, SA-17 Grizzly, SA-22 Greyhound
- Sol-Sol : >30 SS-1 Scud-B/C, 18 SS-21 Scarab, 18 FROG-7, M-600.
- Défense côtière : 1 batterie de défense Bastion accompagnée de missiles antinavires supersonique Iakhont.
- Le 30 mai 2013, l'armée gouvernementale syrienne reçoit sa première livraison de missiles anti-aériens S-300 russes[17].

### Lance-roquettes
RPG-7, RPG-29 Vampyr; 280 BM-21 de 122 mm, 200 Type 63 de 107 mm.

### Mitrailleuses
KPV de 14,5 mm, DShK de 12,7 mm, NSV de 12,7 mm, PK de 7,62 mm.

### Fusils
- Fusils d'assaut : AK-47 de 7,62 mm, AK-74 de 5,45 mm, M16A2 de 5,56 mm (Forces Spéciales).
- Fusils de précision : SVD Dragunov de 7,62 mm.

### Pistolets-mitrailleurs
Pour les Forces Spéciales : Beretta M12 de 9 mm, MP5K de 9 mm, UZI de 9 mm.